# Alexandria Villaseñor
Alexandria Villaseñor (nascuda el 18 de maig de 2005) és una activista del clima estatunidenca que viu a Nova York. Seguidora del moviment Fridays for Future i de la seva activista climàtica Greta Thunberg, Villaseñor és cofundadora de la joventut de la vaga climàtica dels EUA i fundador de Earth Uprising

## Biografia
Villaseñor va néixer el 2005 a Davis, Califòrnia, on va créixer. La família es va traslladar del nord de Califòrnia a Nova York durant el 2018. Villaseñor és llatina. El seu objectiu és treballar un dia per a les Nacions Unides.

## Activisme
La lluita de Villaseñor per l'acció climàtica es va desencadenar quan es va veure atrapada en un núvol de fum del foc el novembre de 2018 a Califòrnia durant una visita familiar. Com a pacient amb asma, es va posar malalta físicament, temps durant el qual va investigar el canvi climàtic i les pujades de temperatura que van contribuir a la gravetat del foc. La seva mare, Kristin Hogue, estava inscrita en el programa MA in Climate and Society de la Universitat de Colúmbia i Villaseñor assistia ocasionalment a classe amb la seva mare, on aprenia sobre la ciència subjacent del canvi climàtic. Poc després, es va unir al capítol de Nova York de Zero Hour, un grup de militants estatunidencs activistes del clima.
Villaseñor ha pres accions climàtiques similars a Thunberg, que la va inspirar amb la seva xerrada del 4 de desembre de 2018 a la Conferència de les Nacions Unides sobre el Canvi Climàtic (COP24) a Katowice, Polònia. Des del 14 de desembre de 2018 (mentre encara es mantenia la COP24), es salta l'escola tots els divendres per protestar contra la manca d'acció climàtica davant la seu de les Nacions Unides a Nova York. Ella ja no participà amb el grup dels Estats Units per a la vaga climàtica i va fundar el grup d'educació sobre el canvi climàtic Earth Uprising.
El maig de 2019, Villaseñor va ser guardonada amb el Premi Disruptor dels Premis Tribeca Disruptive Innovation (TDIA en anglès), va rebre una beca de l'organització de defensa pública The Common Good, i va rebre un premi Youth Climate Leadership de la Xarxa del Dia de la Terra.
Quan Thunberg va arribar a la ciutat de Nova York del seu viatge transatlàntic en veler a l'agost del 2019, Villaseñor, Xiye Bastida i altres activistes del clima van saludar Thunberg a l'arribada. En aquell moment, ja havien establert contacte entre elles a través de xarxes socials.
El 23 de setembre de 2019, Villaseñor, juntament amb altres 15 activistes juvenils com Greta Thunberg, Catarina Lorenzo i Carl Smith, van presentar una denúncia legal davant les Nacions Unides acusant cinc països, a saber, França, Alemanya, Brasil, Argentina i Turquia de fracassar en els seus objectius de reducció als què es van comprometre en l'Acord de París.
A mitjans d'octubre de 2019, va assistir a la Cimera Mundial dels Alcaldes C40 a Copenhaguen, Dinamarca.
A mitjan gener de 2020, va assistir al Fòrum Econòmic Mundial com a ponent juvenil i després va participar en la vaga escolar pel clima a Davos, Suïssa, al costat de Greta Thunberg, el 24 de gener de 2020.
El 19 d'agost de 2020, Alexandria es va dirigir a la Convenció Nacional Democràtica com a part del seu segment sobre el canvi climàtic.
L'1 de desembre del 2020 va ser nomenada per la revista Seventeen com una de les seves Veus de l'Any del 2020.